# Televisietoren Markelo
De radio- en televisietoren Markelo  is een betontoren met zendmast bij Markelo in de Nederlandse gemeente Hof van Twente. Het gebouw staat naast de Schipbeek nabij de kruising Larenseweg in de buurtschap Markelosebroek. Het is het hoogste gebouw van Overijssel. Vanaf de toren werden en worden radio- en televisie-uitzendingen, dataverkeer en (mobiele) telecommunicatie doorgegeven.
Op 4 september 1958 werden de eerste twee FM-zenders in de toren voor de NRU geactiveerd.
De eerste televisiezender in de toren is op 26 november 1958 in gebruik genomen. De openingsceremonie vond plaats op 23 januari 1959. De toren, is van hetzelfde model als de televisietoren van Roermond.

## Voorgeschiedenis
De Nederlandse regering richt in 1935 de N.V. Nozema op. Deze kreeg op grond van de Radio‐Omroep‐Zender‐wet een monopolie op de distributie van omroepsignalen (eigenaar van omroepzenders en masten).
Tot 1990 waren de rijksambtenaren van de PTT verantwoordelijk voor het beheer van omroeptorens, masten en zendmiddelen voor de omroepen.
In 1954 nam de regering het besluit televisie landelijk in te voeren. Behalve de zender Lopik en de Philips zender in Eindhoven kwamen er ook televisiezenders in de gemeentes  Smilde, Goes, Markelo, Roermond en een tijdelijke zender in Mierlo. Het werd niet nodig geacht de Rijksgebouwendienst  voor en tijdens de bouw toezicht te laten houden in Roermond en Markelo.

## Constructie
In opdracht van de Nozema (in nauwe samenwerking met de PTT) werd op 1 september 1955 begonnen met de bouw. Die verliep niet zonder problemen. Toen een kwart van de uiteindelijke hoogte was bereikt bleek de toren ovaal en scheef te staan.
Volgens een ingezonden brief in de Volkskrant zou de toren wel 23 cm uit het lood staan. Dat werd eerder ontkend door de directie, die sprak over centimeters. Het voor de bouw gebruikte systeem van glijbekisting bleek niet goed toegepast. Na een bouwstop en correctie kon de toren worden afgebouwd, maar de bouwfout is nog zichtbaar.
Op donderdag 24 oktober 1957 werd de top van de betonbouw bereikt, op een hoogte van 108,5 meter (ca. 121 meter boven NAP).

Het gebouw telt 25 verdiepingen en staat op een 12-kantige funderingsplaat met een middellijn van 23 meter, waarin ruim 1 km spoorrails zijn verwerkt. De bovenkant van de funderingsplaat is tevens keldervloer. Van de betonconstructie staat 108,5 meter boven het maaiveld, oftewel zo'n 121 meter boven NAP (dat is inclusief de betonnen kroon). Het dak bevindt zich op een hoogte van 102 meter (NAP: +12,7 m). De inwendige doorsnede van de torenschacht is bijna 12 meter. De torenwand is sinds de noodrestauratie van 1966 zo’n 20 cm dik. 
Ter verfraaiing en versteviging van de wand zijn er aan de buitenkant 12 verticale ribben aangebracht over de volle 19 verdiepingen van de schacht. Aan de voet van de toren zijn tussen deze verticale ribben een extra buitenwand van prefab betonplaten geplaatst, waarin de noodzakelijke deur en roosteropeningen zijn opgenomen en is afgewerkt met baksteen. 
Rondom de 37 cm dikke vloer van de 20e en 21e verdieping zijn bordessen aangebracht met een buitendiameter van 20 meter, deze zijn aan de buitenzijde afgesloten met prefab betonplaten en voorzien van aluminium ramen.  De 20e verdieping bevat in het midden van de toren de oorspronkelijke tv-zenderruimte, met een inwendige diameter van 11,50 m. Om deze ruimte liggen in een ringvorm de bijbehorende werkvertrekken, meetkamers, magazijn, kantine, garderobe met toilet, enz. De verdieping 21 waarvan de vloer is gebouwd op een hoogte van ca. 81,5 meter, is oorspronkelijk bestemd voor reportagedoeleinden en wordt dan ook wel de reportagering genoemd. 
Voor de functie van straalverbindingstoren zijn er rond de etages 23, 24 en 25, op een hoogte van 90, 94,2 en 98,5 meter open bordessen aangebracht. Deze hebben een uitwendige diameter van 18 meter en zijn voorzien van een stalen balustrade. Op de bovenste etage bevindt zich de liftmachineruimte, de ingang van de buismast en is er een watertank geplaatst.  
De voet van de buismast staat op 98,5 meter hoogte in de toren op de vloer van de bovenste verdieping. De mast met een diameter van 1,6 meter staat aan de onderkant ingeklemd in een 10 meter lange betonnen koker die uitwendig wordt gesteund door het zestal portalen, die de ondersteuning van de stalen antennemast vormen. Op de buismast staat een vakwerkmast die op ruim 143 meter begint en op ruim 157 meter hoogte eindigt.

## Gebruik
In 2007 zijn de analoge tv-antennes verwijderd en is de mast daardoor ingekort naar 157 m (maaiveldhoogte). Anno 2020 is er een datacenter gevestigd en is de toren eigendom van Cellnex (voorheen Alticom). 
In 2008 werd er op de (rood gekleurde) vakwerkmast een stalen zuil met witte antennedozen geplaatst ten behoeve van digitale mobiele televisie (DVB-H). Eind 2013 werd deze weer verwijderd, aangezien KPN in 2011 is gestopt met het aanbieden van deze dienst. Sindsdien is televisie alleen te ontvangen via de zend/ontvanginstallaties voor mobiel internet, die op en aan de toren zijn bevestigd.
Via de mast worden de volgende radiozenders uitgezonden:
DAB+
- 11C Landelijk commercieel
- 12C NPO
- 6B Regionaal (Oost en Noordoost Nederland)
- 11B MTVNL

FM
- Radio Veronica 1,3 kW 91,0 MHz
- NPO Radio 4 81 kW 91,4 MHz
- RadioNL 0,59 kW 93,5 MHz
- Radio Oost 5 kW 95,6 MHz
- NPO 3FM 81 kW 96,2 MHz
- NPO Radio1 81 kW 98,4 MHz
- Radio 538 0,3 kW 102,7 MHz
- Radio 10 11 kW 103,1 MHz
- NPO Radio2 81 kW 104,6 MHz